# سلطان (فیلم ۲۰۲۱)
سلطان (به انگلیسی: Sulthan) یک فیلم سینمایی درام و اکشن از سینمای تامیل هند به نویسندگی و کارگردانی باکیاراج کنان محصول سال ۲۰۲۱ با بازی کارتی و راشمیکا ماندانا است.

## بازیگران
- کارتی
- راشمیکا ماندانا
- ناپلئون
- لعل
- یوگی بابو
- حریش پرادی
- راماچاندرا راجو
- نواب شاه

## فیلمبرداری
این پروژه به‌طور رسمی در تاریخ ۱۳ مارس ۲۰۱۹، با حضور بازیگران و عوامل فیلم آغاز به کار کرد. پس از اتمام فیلمبرداری کوتاه از فیلم، منبعی ادعا کرد که سازندگان قصد داشتند فیلم را در یک برنامه زمانی و با ساخت صحنه‌هایی در چنای فیلمبرداری کنند. سازندگان برای پیوستن به برنامه دوم فیلم در تاریخ ۲۸ ژوئن ۲۰۱۹، با این حال، راشمیکا فاش کرد که فیلمبرداری فیلم به دلایل نامعلومی به اوت موکول شده‌است. کارتی فیلمبرداری فیلم را در ۷ اوت ۲۰۱۹ از سر گرفت. تهیه‌کننده فاش کرد که این فیلم براساس یک فیلم بیوگرافی نیست بلکه یک فیلم درام روستایی است.
به دلیل دنیاگیری کووید-۱۹ در هند، آخرین فیلمبرداری فیلم همراه با کارهای پس از تولید متوقف شد. با وضع دستورالعمل‌های دولت ایالتی، دستورالعمل‌های وضع شده برای از سرگیری فیلمبرداری فیلم، سازندگان مرحله نهایی فیلمبرداری را در ۲۵ سپتامبر ۲۰۲۰ در Chennai آغاز کردند. تصویربرداری فیلم در ۸ اکتبر ۲۰۲۰ به پایان رسید.

## انتشار فیلم
در ابتدا قرار بود سلطان در ماه مه سال ۲۰۲۰ اکران شود اما به دلیل دنیاگیری کووید ۱۹ به‌طور نامحدود به تأخیر افتاد. با این حال، سازندگان انتشار را تا تاریخ ذکر شده تأیید نکردند. در تیزر رسمی فیلم، که در تاریخ ۱ فوریه ۲۰۲۱ رونمایی شد، سازندگان تاریخ اکران فیلم را به همراه نسخه دوبله شده آن به زبان تلوگو همزمان با ۲ آوریل ۲۰۲۱ ذکر کردند.